# Niarchos (genre)
Pour les articles homonymes, voir Niarchos (homonymie).
Genre
Niarchos est un genre d'araignées aranéomorphes de la famille des Oonopidae.

## Distribution
Les espèces de ce genre se rencontrent en Équateur, en Colombie et au Pérou.

## Liste des espèces
Selon World Spider Catalog (version 18.5, 01/01/2018) :
- Niarchos baehrae Platnick & Dupérré, 2010
- Niarchos barragani Platnick & Dupérré, 2010
- Niarchos bonaldoi Platnick & Dupérré, 2010
- Niarchos cotopaxi Platnick & Dupérré, 2010
- Niarchos elicioi Platnick & Dupérré, 2010
- Niarchos facundoi Platnick & Dupérré, 2010
- Niarchos florezi Platnick & Dupérré, 2010
- Niarchos foreroi Platnick & Dupérré, 2010
- Niarchos grismadoi Platnick & Dupérré, 2010
- Niarchos keili Platnick & Dupérré, 2010
- Niarchos ligiae Platnick & Dupérré, 2010
- Niarchos loja Platnick & Dupérré, 2010
- Niarchos matiasi Platnick & Dupérré, 2010
- Niarchos michaliki Platnick & Dupérré, 2010
- Niarchos normani Dupérré & Tapia, 2017
- Niarchos palenque Platnick & Dupérré, 2010
- Niarchos ramirezi Platnick & Dupérré, 2010
- Niarchos rheimsae Platnick & Dupérré, 2010
- Niarchos santosi Platnick & Dupérré, 2010
- Niarchos scutatus Platnick & Dupérré, 2010
- Niarchos tapiai Platnick & Dupérré, 2010
- Niarchos vegai Platnick & Dupérré, 2010
- Niarchos wygodzinskyi Platnick & Dupérré, 2010

## Publication originale
- Platnick & Dupérré, 2010 : The Andean goblin spiders of the new genera Niarchos and Scaphios (Araneae, Oonopidae). Bulletin of the American Museum of Natural History, no 345, p. 1-120 (texte intégral).